# Isidro Escandell
Isidro Escandell Úbeda (Valencia, 1895-Paterna, 28 de junio de 1940) fue un periodista y político socialista español. Murió fusilado tras ser sometido a un consejo de guerra por las autoridades franquistas nada más terminar la guerra civil española.

## Biografía
Militante de las Juventudes Socialistas de España y después presidente de la Agrupación Socialista Valenciana, órgano territorial del Partido Socialista Obrero Español. Fue amigo de Vicente Tomás Martí, a quien introdujo en el ideario socialista. 
En 1923 fue elegido diputado provincial en Valencia por el PSOE y en 1930 fue nombrado secretario del Ateneo Mercantil de Valencia. Al proclamarse la Segunda República fue nombrado vicepresidente de la diputación de Valencia, siendo uno de los dos diputados socialistas elegidos por Valencia en las elecciones generales de 1931 y uno de los tres diputados socialistas del Frente Popular por la misma circunscripción en las elecciones de 1936.
Durante la guerra civil, leal a la república, se alineó con las tesis de Largo Caballero, y fue presidente de la Federación Socialista Valenciana de 1936 a 1939. Escribió en El Mercantil Valenciano, La Voz de Valencia y El Socialista, y dirigió del periódico Adelante de febrero a julio de 1937, sustituido cuando Largo Caballero dejó la presidencia del Gobierno. Al acabar la guerra fue detenido, sometido a un consejo de guerra y fusilado en Paterna.